# Kimiyoshi Yamashiki
Kimiyoshi Yamashiki (jap. 山舗公義, Yamashiki Kimiyoshi; geboren am 7. März 1924; gestorben am 14. September 1999) war ein japanischer Judoka. 1958 war er Dritter bei den zweiten Weltmeisterschaften.
Kimiyoshi Yamashiki belegte 1957 den dritten Platz bei den japanischen Meisterschaften. 1958 erreichte er das Finale und belegte den zweiten Platz hinter Kōji Sone.
Am 30. November 1958 wurden in Tokio die zweiten Judo-Weltmeisterschaften ausgetragen. Yamashiki bezwang in seinem ersten Kampf den Brasilianer Masaioshi Kawakami, im Achtelfinale den Briten Douglas Young und im Viertelfinale den Niederländer Anton Geesink. Im Halbfinale trafen die beiden Japaner Akio Kaminaga und Kimiyoshi Yamashiki aufeinander und Kaminaga zog ins Finale ein.